# Storhertugdømmet Oldenborg
 For alternative betydninger, se Oldenborg.
Storhertugdømmet Oldenborg (tysk: Großherzogtum Oldenburg) var en stat i den nordlige del af det nuværende Tyskland, der eksisterede fra 1815 til 1918.
Det opstod, da Hertugdømmet Oldenborg blev ophøjet til storhertugdømme ved Wienerkongressen i 1814–15. Det var medlem af Det Tyske Forbund 1815–1866, Det Nordtyske Forbund 1866–1871 og var delstat i Det Tyske Kejserrige 1871–1918. Det ophørte, da monarkierne i Tyskland blev afskaffet ved Novemberrevolutionen i 1918, hvor det blev omdannet til Fristaten Oldenborg.
Storhertugdømmet Oldenborg bestod af tre vidt adskilte områder: Oldenborg, Eutin og Birkenfeld. Hovedstaden var byen Oldenburg.
Oldenborg var den 10. største af de tyske stater, havde én stemme i Forbundsrådet og tre pladser i Rigsdagen.
Dets territorium indgår i dag i de tyske delstater Niedersachsen, Slesvig-Holsten og Rheinland-Pfalz.

## Befolkningsforhold
Størstedelen af storhertugdømmets indbyggere var fra det saksiske folkeslag, selv om der mod nord og vest også var mange efterkommere af friserne. Forskellen mellem de to folkeslag var for det meste mærkbar, selv om plattysk stadig var det dominerende sprog i hertugdømmet. Dog blev der i området omkring Saterland hovedsageligt talt saterfrisisk.
Befolkningen var ujævnt fordelt. Enkelte steder boede der over 300 pr. kvadratkilometer, mens der i gesten boede omkring 40 pr. kvadratkilometer. Omkring 70 % af befolkningen boede i landdistrikter. Havnen i Wilhelmshaven ved Jadebusen blev opført af Kongeriget Preussen, der overtog dette areal fra Oldenborg ifm. Jade-traktaten.

## Historie

### 1813–1848
Efter Napoleons fald kom Peter 1. i november 1813 tilbage til sit land fra sit eksil, som han havde tilbragt i Rusland. Ved Wienerkongressen 1814–1815 ophøjedes landet til storhertugdømme, men Peter 1. antog dog aldrig denne titel. Samtidig med at landet blev genoprettet, fik man som en eksklave tillige tildelt Fyrstendømmet Birkenfeld i det sydvestlige Tyskland. Nu omfattede landet tre forskellige områder, eftersom Fyrstendømmet Lübeck også var en oldenborgsk eksklave. I to trin, 1818 og 1823, fik Oldenborg herredømmet over Herskabet Jever tilbage fra den russiske zar Alexander 1. Da Peter 1. døde i maj 1829, overtog hans ældste søn August 1. regeringen. Han antog samtidigt titlen storhertug.

### 1848–1900
Som følge af revolutionerne i 1848 udarbejdedes den første oldenborgsk forfatning. Den trådte i kraft den 18. februar 1849 men revideredes allerede i 1852. I februar året efter døde August 1., og hans ældste søn Peter blev storhertug. Under Peters regering blev 1854 herredømmet In- og Kniphausen atter en del af Oldenborg. I 1854 gik Oldenborg ind i den tyske toldunion. I den dansk-tyske krig 1864 var Oldenborg neutral, men neutraliteten blev krænket af de preussiske tropper i Schwartau under deres opmarch i slutningen af januar. I krigen mellem Preussen og Østrig 1866 kæmpede oldenborgske tropper på Preussens side mod Østrig, og året efter blev landet medlem af det af Preussen ledede nordtyske forbund. Endvidere deltog oldenborgske regimenter i den fransk-tyske krig 1870-1871. Den sidste del af Peter 2.s regering blev relativt fredelig, og efter omkring 47 år på tronen døde han i juni år 1900.

### Storhertugdømmets ophør
Ved sin faders død blev Frederik August storhertug. Han regerede til 1. verdenskrigs afslutning, da de tyske monarkier styrtedes ved novemberrevolutionen. I en alder af knapt 66 år abdicerede han efter pres og trak sig tilbage til slottet Rastede. Der døde han i 1931.
- Oldenborg Slot
- Eutin Slot